# Mikszáth Kálmán-díj
A Mikszáth Kálmán-díj egy 2006-ban létrehozott elismerés, amelynek célja az évszázados magyar hagyományokra épülő, nemzeti, konzervatív, szabadelvű újságírói hagyományok ápolása, polgári értékek felkarolása. Működtetője a Mikszáth Kálmán Kulturális és Média Alapítvány.

## Az alapítvány
„Az alapítvány nyitott, ahhoz bármely hazai vagy külföldi természetes és jogi személy bármikor, az Alapítvány fennállása alatt tetszés szerinti vagyoni hozzájárulással csatlakozhat. A csatlakozás ténye a csatlakozót nem minősíti alapítóvá, alapítói jogokat nem gyakorolhat. A csatlakozót megilleti azonban az a jog, hogy javaslatot tegyen a kuratórium részére a vagyoni juttatásának felhasználására vonatkozóan.”

### Kuratórium (2021–)
- Simon János
- Nagy Katalin
- Fricz Tamás
- Vass István Zoltán

## Díjazottak

### 2012
- Kovács Anita
- Kristóf Attila
- Szikszai Péter
- Szőnyi Szilárd
- Zanati Zsófia

### 2013
- D. Horváth Gábor
- Nagy Zoltán
- Nikl János
- Vass István Zoltán
- Vinkó József

### 2014
- Bódis András
- Gajdics Ottó
- Kisberk Szabolcs
- Sályi András
- Tóth Szabolcs Töhötöm

### 2015
- Vári Fábián László

### 2016
- Szényi Gábor
- Földi-Kovács Andrea
- Kozák Annamária

### 2017
- Simon János

### 2021
- Járai Judit
- Nyakas Szilárd
- Faggyas Sándor

### 2022
- Siklósi Beatrix
- Pilhál György
- Stefka István

### 2023[2]
- Kondor Katalin
- Horváth Szilárd
- Kakuk L. Tamás
- Császár Attila
- Szilágyi Ákos